# Rubén Suárez
Rubén Suárez Estrada (Gijón, Asturias, España, 19 de febrero de 1979) es un exfutbolista español que jugaba de centrocampista. Su padre es el exfutbolista del Real Sporting de Gijón y de la selección española, Cundi.

## Trayectoria
Se formó en las categorías inferiores del Real Sporting de Gijón y llegó a debutar con el primer equipo en la temporada 1998-99. En 2004, fichó por el Elche C. F., club en el que permaneció durante cuatro temporadas hasta que se incorporó al Levante U. D.
En la temporada 2009-10 consiguió el ascenso a Primera División, habiendo jugado treinta y nueve partidos y marcado trece goles, ambas sus máximas cifras en la Segunda División. Debutó en la máxima categoría en la campaña 2010-11 y anotó su primer gol en primera contra el Sevilla F. C. en la jornada inaugural del campeonato. Rubén logró concluir la temporada marcando un total de cinco goles en veintisiete encuentros, siendo el tercer máximo goleador del Levante. Al término de la temporada 2011-12 ingresó en las filas del Guizhou Renhe de la Superliga de China.
El 2 de enero de 2013 se anunció su incorporación a la U. D. Almería, equipo con el que consiguió su segundo ascenso a Primera División. El 30 de agosto de 2013 se desvinculó del club andaluz y fichó por el Skoda Xanthi A. O.
El 29 de septiembre de 2014 fichó por el C. D. Castellón para la temporada 2014-15. El 6 de octubre de 2015 se anunció su desvinculación del club por desavenencias con el entrenador Ramón Calderé. Días más tarde, firmó un contrato con el C. D. Torrevieja. En la temporada 2016-17 jugó en el C. F. Torre Levante Orriols y, en la 2017-18, en el C. D. Acero.

## Selección nacional
Fue internacional con España en la categorías sub-20 —con la que se proclamó campeón del Mundial sub-20 de 1999 disputado en Nigeria, en el que jugó siete partidos y anotó un gol— y sub-21.

## Clubes
| Club                        | País   | Año       |
| --------------------------- | ------ | --------- |
| Real Sporting de Gijón "B"  | España | 1997-2000 |
| Real Sporting de Gijón      | España | 2000-2001 |
| Real Sporting de Gijón "B"  | España | 2001-2002 |
| Real Sporting de Gijón      | España | 2002-2004 |
| Elche C. F.                 | España | 2004-2008 |
| Levante U. D.               | España | 2008-2012 |
| Guizhou Renhe               | China  | 2012      |
| U. D. Almería               | España | 2013      |
| Skoda Xanthi A. O.          | Grecia | 2013-2014 |
| C. D. Castellón             | España | 2014-2015 |
| C. D. Torrevieja            | España | 2015-2016 |
| C. F. Torre Levante Orriols | España | 2016-2017 |
| C. D. Acero                 | España | 2017-2019 |

## Palmarés

### Copas internacionales
| Título         | Club                      | País    | Año  |
| -------------- | ------------------------- | ------- | ---- |
| Mundial sub-20 | Selección española sub-20 | Nigeria | 1999 |